# Szpetal Górny (gromada)
Szpetal Górny – dawna gromada, czyli najmniejsza jednostka podziału terytorialnego Polskiej Rzeczypospolitej Ludowej w latach 1954–1972.
Gromady, z gromadzkimi radami narodowymi (GRN) jako organami władzy najniższego stopnia na wsi, funkcjonowały od reformy reorganizującej administrację wiejską przeprowadzonej jesienią 1954 do momentu ich zniesienia z dniem 1 stycznia 1973, tym samym wypierając organizację gminną w latach 1954–1972.
Gromadę Szpetal Górny z siedzibą GRN w Szpetalu Górnym utworzono – jako jedną z 8759 gromad na obszarze Polski – w powiecie lipnowskim w woj. bydgoskim, na mocy uchwały nr 24/8 WRN w Bydgoszczy z dnia 5 października 1954. W skład jednostki weszły obszary dotychczasowych gromad Bogucin, Szpetal Górny i Osiek ze zniesionej gminy Szpetal w tymże powiecie. Dla gromady ustalono 20 członków gromadzkiej rady narodowej.
1 stycznia 1956 gromadę włączono do powiatu włocławskiego w tymże województwie.
31 grudnia 1959 do gromady Szpetal Górny włączono obszar zniesionej gromady Nasiegniewo, a także wsie Witoszyn Nowy i Łęg Witoszyn oraz osadę Nowe Rumunki ze zniesionej gromady Witoszyn Stary, w tymże powiecie.
1 stycznia 1972 gromadę Szpetal Górny połączono z gromadą Fabianki, tworząc z ich obszarów gromadę Szpetal Górny z siedzibą Gromadzkiej Rady Narodowej w Szpetalu Górnym w tymże powiecie (de facto gromadę Fabianki zniesiono, włączając jej obszar do gromady Szpetal Górny).
Gromada przetrwała do końca 1972 roku, czyli do kolejnej reformy gminnej. 1 stycznia 1973 – tym razem w powiecie włocławskim – reaktywowano gminę Szpetal Górny (do 1954 jako gmina Szpetal).